# Rafael Leão
Rafael Alexandre Conceição Leão (phát âm tiếng Bồ Đào Nha: [ʁafaˈɛɫ ˈljɐ̃w̃], sinh ngày 10 tháng 6 năm 1999) là một cầu thủ bóng đá chuyên nghiệp người Bồ Đào Nha hiện đang thi đấu ở vị trí tiền đạo cánh trái cho câu lạc bộ Serie A AC Milan và đội tuyển bóng đá quốc gia Bồ Đào Nha. Anh nổi tiếng nhờ lối chơi giàu kỹ thuật, tốc độ và khả năng rê bóng tốt.
Tốt nghiệp hệ thống đào tạo trẻ của Sporting CP, Leão ra mắt đội một vào năm 2018 và giành chức vô địch Taça da Liga 2017–18 trước khi đơn phương chấm dứt hợp đồng sau một sự cố trong câu lạc bộ. Ngay sau đó, anh gia nhập đội bóng Lille OSC tại Ligue 1 theo dạng chuyển nhượng tự do. A.C. Milan đã ký hợp đồng với anh vào năm 2019 với mức phí được báo cáo là 35 triệu euro. Trong mùa giải thứ ba của mình tại câu lạc bộ, anh đã giúp đội vô địch Serie A 2021–22 và đồng thời chấm dứt cơn khát vô địch kéo dài 11 năm của câu lạc bộ. Anh cũng được bầu chọn là Cầu thủ sáng giá nhất Serie A và được liệt kê trong danh sách rút gọn 30 cầu thủ xuất sắc nhất cho Quả bóng vàng châu Âu.
Leão từng cựu tuyển thủ trẻ quốc tế Bồ Đào Nha và anh đã đại diện cho đất nước của anh ở nhiều cấp độ trẻ khác nhau với tư cách là thành viên của đội U-17 đã giành chức vô địch châu Âu 2016. Anh ra mắt chuyên nghiệp trong màu áo đội tuyển quốc gia vào năm 2021.

## Đầu đời và đời tư
Rafael Alexandre da Conceição Leão sinh ngày 10 tháng 6 năm 1999 tại Almada, Bồ Đào Nha, một thành phố nằm ở Vùng đô thị Lisboa. Cha anh là người Angola và mẹ anh là người São Tomé và Príncipe. Họ đã gặp nhau ở đất liền Bồ Đào Nha. Anh lớn lên ở Amora và có ba anh chị em. Tên họ "Leão" của anh có nghĩa là "sư tử" trong tiếng Bồ Đào Nha.

## Sự nghiệp câu lạc bộ

### Sporting CP
Leão gia nhập đội trẻ của Sporting CP lúc 9 tuổi sau một thời gian ngắn ở Amora và Foot 21. Vào ngày 21 tháng 5 năm 2017, khi vẫn còn là một cầu thủ trẻ, anh đã có trận ra mắt đội dự bị. Tại trận đó, anh đã vào sân thay người ở hiệp hai và ghi bàn trong trận hòa 1-1 trên sân khách trước Braga B.
Được sự giúp đỡ của huấn luyện viên Jorge Jesus, Leão lần đầu xuất hiện ở Primeira Liga với đội một vào ngày 11 tháng 2 năm 2018. Anh thay thế Bryan Ruiz trong 21 phút cuối của chiến thắng 2–0 trên sân nhà trước Feirense. Vào ngày 2 tháng 3, anh thay Seydou Doumbia bị chấn thương vào cuối hiệp một và gỡ hòa cho đội khách vài phút sau khi vào sân trong trận thua 2-1 trước Porto. Anh trở thành cầu thủ ghi bàn trẻ nhất của câu lạc bộ trước đối thủ đó.
Vào ngày 14 tháng 6 năm 2018, Leão đơn phương chấm dứt hợp đồng với Sporting Clube de Portugal với lý do vụ tấn công vào tháng 5 năm 2018 nơi các cầu thủ và nhân viên của Sporting bị một đám đông khoảng 50 người ủng hộ câu lạc bộ tấn công dã man trong khuôn viên sân tập của Sporting ở Alcochete.

## Thống kê sự nghiệp

### Câu lạc bộ
Tính đến 6 tháng 1 năm 2025
| Câu lạc bộ          | Mùa giải            | Giải vô địch        | Giải vô địch | Giải vô địch | Cúp quốc gia | Cúp quốc gia | Châu lục | Châu lục | Khác | Khác | Tổng cộng | Tổng cộng |
| Câu lạc bộ          | Mùa giải            | Hạng đấu            | Trận         | Bàn          | Trận         | Bàn          | Trận     | Bàn      | Trận | Bàn  | Trận      | Bàn       |
| ------------------- | ------------------- | ------------------- | ------------ | ------------ | ------------ | ------------ | -------- | -------- | ---- | ---- | --------- | --------- |
| Sporting CP B       | 2016–17             | LigaPro             | 1            | 1            | —            | —            | —        | —        | —    | —    | 1         | 1         |
| Sporting CP B       | 2017–18             | LigaPro             | 11           | 6            | —            | —            | —        | —        | —    | —    | 11        | 6         |
| Sporting CP B       | Tổng cộng           | Tổng cộng           | 12           | 7            | —            | —            | —        | —        | —    | —    | 12        | 7         |
| Sporting CP         | 2017–18             | Primeira Liga       | 3            | 1            | 0            | 0            | 1        | 0        | —    | —    | 4         | 1         |
| Lille               | 2018–19             | Ligue 1             | 24           | 8            | 2            | 0            | —        | —        | —    | —    | 26        | 8         |
| AC Milan            | 2019–20             | Serie A             | 31           | 6            | 2            | 0            | —        | —        | —    | —    | 33        | 6         |
| AC Milan            | 2020–21             | Serie A             | 30           | 6            | 2            | 0            | 8        | 1        | —    | —    | 40        | 7         |
| AC Milan            | 2021–22             | Serie A             | 34           | 11           | 4            | 2            | 4        | 1        | —    | —    | 42        | 14        |
| AC Milan            | 2022–23             | Serie A             | 35           | 15           | 1            | 0            | 11       | 1        | 1    | 0    | 48        | 16        |
| AC Milan            | 2023–24             | Serie A             | 34           | 9            | 2            | 2            | 11       | 4        | —    | —    | 47        | 15        |
| AC Milan            | 2024–25             | Serie A             | 15           | 3            | 1            | 1            | 6        | 2        | 1    | 0    | 23        | 6         |
| AC Milan            | Tổng cộng           | Tổng cộng           | 179          | 50           | 12           | 5            | 40       | 9        | 2    | 0    | 233       | 64        |
| Tổng cộng sự nghiệp | Tổng cộng sự nghiệp | Tổng cộng sự nghiệp | 218          | 66           | 14           | 5            | 41       | 9        | 2    | 0    | 275       | 80        |

1. ↑  Bao gồm Coupe de France và Coppa Italia
2. 1 2  Số lần ra sân tại UEFA Europa League
3. 1 2 3  Số lần ra sân tại UEFA Champions League
4. 1 2  Ra sân tại Supercoppa Italiana
5. ↑  Năm lần ra sân và một bàn thắng tại UEFA Champions League, sáu lần ra sân và ba bàn thắng tại UEFA Europa League

### Quốc tế
Tính đến 18 tháng 11 năm 2024
| Đội tuyển quốc gia | Năm  | Trận | Bàn |
| ------------------ | ---- | ---- | --- |
| Bồ Đào Nha         | 2021 | 3    | 0   |
| Bồ Đào Nha         | 2022 | 13   | 2   |
| Bồ Đào Nha         | 2023 | 7    | 1   |
| Bồ Đào Nha         | 2024 | 14   | 2   |
| Tổng               | Tổng | 37   | 5   |

Tính đến ngày 15 tháng 11 năm 2024. Bàn thắng và kết quả của Bồ Đào Nha được để trước.
| # | Ngày                 | Địa điểm                                                | Số trận | Đối thủ    | Bàn thắng | Kết quả | Giải đấu                    |
| - | -------------------- | ------------------------------------------------------- | ------- | ---------- | --------- | ------- | --------------------------- |
| 1 | 24 tháng 11 năm 2022 | Sân vận động 974, Doha, Qatar                           | 12      | Ghana      | 3–1       | 3–2     | FIFA World Cup 2022         |
| 2 | 6 tháng 12 năm 2022  | Sân vận động Lusail Iconic, Lusail, Qatar               | 15      | Thụy Sĩ    | 6–1       | 6–1     | FIFA World Cup 2022         |
| 3 | 26 tháng 3 năm 2023  | Stade de Luxembourg, Thành phố Luxembourg, Luxembourg   | 18      | Luxembourg | 6–0       | 6–0     | Vòng loại UEFA Euro 2024    |
| 4 | 21 tháng 3 năm 2024  | Sân vận động D. Afonso Henriques, Guimarães, Bồ Đào Nha | 24      | Thụy Điển  | 1–0       | 5–2     | Giao hữu                    |
| 5 | 15 tháng 11 năm 2024 | Sân vận động Dragão, Porto, Bồ Đào Nha                  | 36      | Ba Lan     | 1–0       | 5–1     | UEFA Nations League 2024–25 |

## Danh hiệu
AC Milan
- Serie A: 2021–22[11]
- Supercoppa Italiana: 2024

U-17 Bồ Đào Nha
- UEFA European Under-17 Championship: 2016[12]

U-19 Bồ Đào Nha
- UEFA European Under-19 Championship á quân: 2017[13]

U-21 Bồ Đào Nha
- UEFA European Under-21 Championship á quân: 2021[14]

Cá nhân
- Cầu thủ xuất sắc nhất mùa giải của Serie A: 2021–22[15]
- Cầu thủ xuất sắc nhất tháng của Serie A: Tháng 10 năm 2022,[16] April 2023,[17] September 2023[18]
- Bàn thắng đẹp nhất giải của Serie A: Tháng 9 năm 2022[19]
- Đội hình xuất sắc nhất năm của Serie A: 2021–22,[20] 2022–23,[21] 2023–24[22]
- Cầu thủ xuất sắc nhất năm của Serie A: 2022[20]
- Kiến tạo nhiều nhất Serie A: 2023–24[23]

Kỷ lục
- Bàn thắng nhanh nhất lịch sử Serie A: 6.2 giây trong trận đấu giữa Sassuolo–AC Milan, vào mùa giải 2020–21.[24]